# Erik Verheyen
Erik Karel Verheyen (* 1958), manchmal auch als Erik K. Verheyen zitiert, ist ein belgischer Zoologe. Sein Forschungsschwerpunkt gilt der Biodiversität des Subsahara-Afrikas, insbesondere den Fischen und Kleinsäugern dieser Region.

## Leben
Verheyen ist der Sohn von Walter Verheyen, einem prominenten belgischen Säugetierkundler. 1982 erwarb er den Master-Abschluss an der Universität Gent. 1990 wurde er mit der Dissertation Adaptive Radiation and Speciation in African Lacustrine Cichlidae: Genetical and Ecophysiological Aspects zum Doktor an der Universität Antwerpen promoviert. Während seiner Postdoc-Forschungsphase am Königlich-Belgischen Institut für Naturwissenschaften wurde er im Jahr 1991 wissenschaftlicher Mitarbeiter an dieser Institution. Seit 2005 ist er Leiter der Operationellen Direktion Taxonomie und Phylogenie für Wirbeltiere. 2008 wurde er Forschungsdirektor bei der Gruppe für Evolutionsökologie der Abteilung für Biologie der Universität Antwerpen. Seit Februar 2012 ist er Leiter des Molekularlabors für Wirbeltiere am Königlich-Belgischen Institut für Naturwissenschaften.
Zu den Forschungsprojekten seines Labors zählten das integrierte Monitoring des Kongobeckens zur Verringerung des Kohlenstoffausstoßes in den Wäldern und zur Erhaltung der biologischen Vielfalt, die Verhaltens- und genomischen Aspekte der Artbildung von Buntbarschen, der Einfluss des Menschen auf die Gesundheit der Ökosysteme und Ressourcen des Eduardsees, die Stärkung der Kapazitäten in den Bereichen Forschung, Politik und Management durch den Aufbau eines Netzes von Akteuren im afrikanischen Einzugsgebiet der Großen Seen, die Restriction-site Associated DNA-Sequenzierung (RAD-Seq) zur Rekonstruktion der Evolutionsgeschichte der Buntbarsche des „Lake Victoria Region Superflock“, die Bestandsentwicklung der Schleiereule in Belgien nach dem Harry-Potter-Hype, Nagetiere des Subsahara-Afrikas, Veränderungen der biologischen Vielfalt in afrikanischen Wäldern und neu auftretende Infektionskrankheiten sowie die Identifizierung sylvatischer (im Wald lebender) Reservoirarten von durch Gliederfüßer übertragenen Viren, die für Ausbrüche anfällig sind, durch eine groß angelegte Serostatuskartierung bei afrikanischen Wildtieren.
Erik Verheyen ist Autor von über 150 Fachpublikationen, darunter Origin of the superflock of cichlid fishes from Lake Victoria, East Africa. 2002 gehörte er zu den Erstbeschreibern der Dudu-Bürstenhaarmaus (Lophuromys dudui) und der Verhagen-Bürstenhaarmaus (Lophuromys verhageni). 2003 beschrieb er gemeinsam mit seinem Vater die drei Rattenarten Dasymys cabrali, Dasymys rwandae und Dasymys sua. Ab 2007 wirkte er bei der Datenbank African Rodentia der Universität Antwerpen mit, die 2019 in African Mammalia umbenannt wurde. Ebenfalls im Jahr 2007 war er an der Erstbeschreibung der Makundi-Bürstenhaarmaus (Lophuromys makundii) beteiligt. 2010 beschrieb er den Verheyen-Ducker (Philantomba walteri), den er nach seinem Vater benannte. 2011 beschrieb er neben Peter J. Taylor und Michael D. Carleton die Cheesman-Lamellenzahnratte (Otomys cheesemani), die seit 1968 nicht mehr nachgewiesen wurde, sowie die beiden rezenten Arten Otomys simiensis und Otomys yaldeni. Im selben Jahr beschrieb er die Nagetiere Acomys muzei und Acomys ngurui. 2013 berichtete er über die Wiederentdeckung der Schwarzweißen Schmetterlingsfledermaus (Niumbaha superba) in der Demokratischen Republik Kongo. Im selben Jahr gehörte er zum Erstbeschreiberteam der Thor-Panzerspitzmaus (Scutisorex thori).

## Dedikationsnamen
2020 wurde die Nilhechtart Marcusenius verheyenorum nach Erik und Walter Verheyen benannt.